# Saskia Diesing
Saskia Diesing (* 1972 in Winschoten) ist eine niederländische Regisseurin.

## Leben
Diesing zog im Alter von 8 Jahren von Deutschland in die Niederlande. Sie schloss 1996 ihr Studium als Filmemacherin an der Hochschule der Künste Utrecht (HKU) ab. Danach arbeitete sie beim niederländischen öffentlich-rechtlichen Fernsehsender VPRO. Für diesen Sender führte sie bei mehreren hochgelobten Fernsehfilmen Regie. Seit 2004 ist sie Dozentin für Drehbuch und Filmregie an der HKU.

## Wirken
Sie war Co-Autorin von Een Goed Leven, das beim Niederländischen Filmfestival für das beste TV-Drama nominiert wurde. Ihr erster Spielfilm Nena – Viel mehr geht nicht gewann mehrere Preise, darunter das Goldene Kalb für die beste Schauspielerin und die beste Regie beim Niederländischen Filmfestival 2015. Außerdem wurde der Film 2015 für die Berlinale Generation ausgewählt und erhielt eine Besondere Erwähnung. Inspiriert durch wahre Begebenheiten rund um einen befreiten Deportationszug liefert sie in ihrem Film Der verlorene Zug (2022) eine weibliche Perspektive auf das Ende des Zweiten Weltkriegs und schildert den Zusammenhalt dreier Frauen über unterschiedliche Gesinnungen hinweg.

## Filmografie
- 2014: Nena – Viel mehr geht nicht (Nena)
- 2018: Dorst
- 2021: Affaire sensible
- 2022: Der verlorene Zug (Lost Transport)